# Radovljica

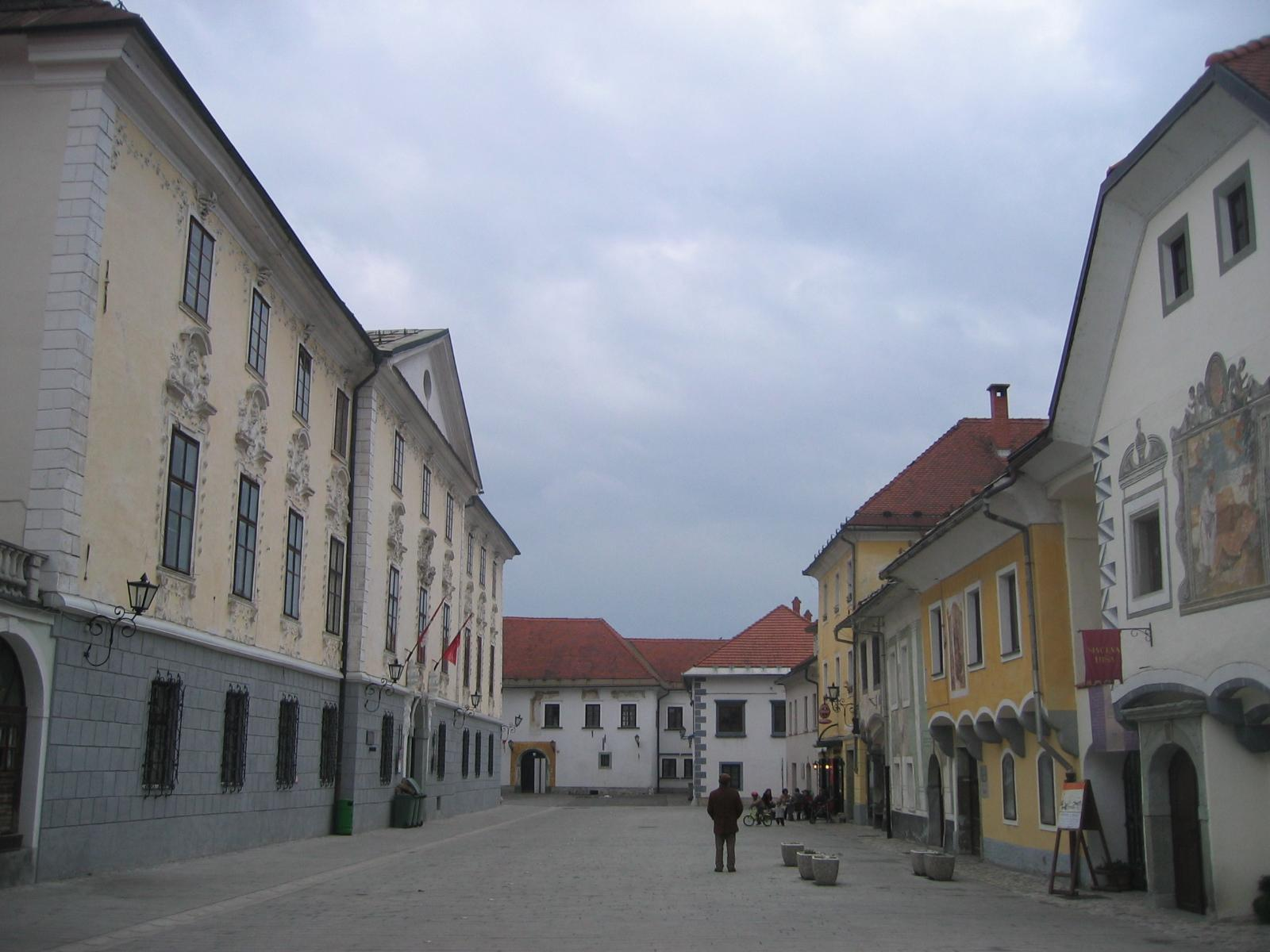
Radovljica, Altstadt

Die Stadt Radovljica (deutsch Radmannsdorf) ist eine Kleinstadt in der Region Gorenjska in Slowenien. Sie ist Hauptort der aus 52 Ortschaften und Siedlungen bestehenden Gemeinde Radovljica.
Die Stadt liegt 6 km von Bled entfernt am Zusammenfluss der Wurzener Save und der Wocheiner Save zur Save.

## Geschichte
Im Jahre 1296 wurde der Ort erstmals erwähnt.
In Radovljica wurden 16 Massengräber aus der Zeit des Zweiten Weltkriegs gefunden, davon eins in der Stadt.

## Sehenswürdigkeiten
- Altstadt von Radovljica[3]
- Schloss von  Radovljica mit Imkerei-Museum[4]
- Apotheken- und Alchemiemuseum[5]
- Galerie Šivec-Haus[6]
- Begunje: Grad Kamen (Burgruine Stain), Schloss Katzenstein mit Geiselmuseum und Gedächtnispark[7]
- Kropa: Geschichte der Eisenverarbeitung in der Krain

### Schloss von  Radovljica

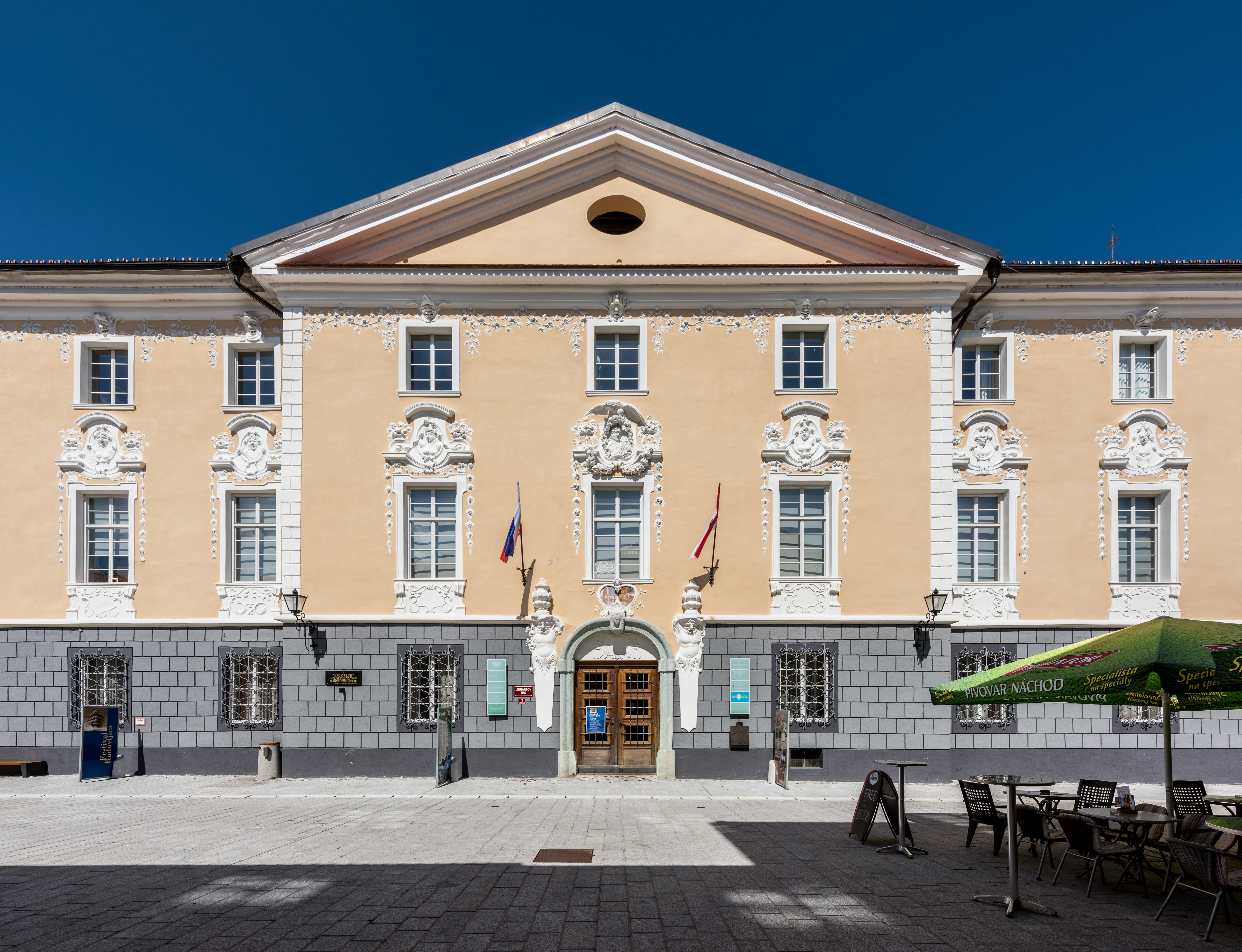
Schloss Radovljica

Das mittelalterliche Schloss in der Mitte des Linhart-Platzes wurde von der Grafschaft Ortenburger erbaut. Als es zusammen mit der Stadt in den Besitz der Habsburger gelangte, vermieteten diese alles miteinander an verschiedene Adelsfamilien. Das Schloss wurde nach dem Erdbeben von 1511 gründlich umgebaut und im 17. Jahrhundert für den Grafen von Thurn-Valsassin vergrößert. Mitte des 18. Jahrhunderts entstand ein großes Treppenhaus mit ovalem Vorraum und die Fassade erhielt reichen Figuren-Stuck. Heute befindet sich im Schloss die Verwaltung der Museen der Gemeinde Radovljica (Bienenzuchtmuseum und Šivec-Haus in Radovljica, Geiselmuseum in Begunje, Schmiedehandwerksmuseum in Kropa). Das zentrale slowenische Bienenzuchtmuseum ist besonders wichtig; mit reichhaltigen Sammlungen stellt es die Entwicklung und Bedeutung des Imkereiwesens in Slowenien vor, das durch A. Janša als einem hervorragenden Fachmann für Bienen und Imkerei im 18. Jahrhundert in Europa bekannt wurde. Im Museum gibt es auch eine Sammlung alter Bienenstockverzierungen (meist handelt es sich um humorvoll bemalte Stirnbrettchen der Bienenstöcke) aus dem 18. und 19. Jahrhundert, die eine Besonderheit der slowenischen Volkskunst sind. Im Schloss findet man ferner ein Linhart-Gedenkzimmer, wo man das Werk des Historikers und Dramatikers Anton Tomaž Linhart besichtigen kann.